# Distancia euclidiana

Distancia en un sistema de coordenadas cartesianas.

En matemáticas, la distancia euclidiana o euclídea, es la distancia "ordinaria"  entre dos puntos de un espacio euclídeo, la cual se deduce a partir del teorema de Pitágoras.
Por ejemplo, en un espacio bidimensional, la distancia euclidiana entre dos puntos P1 y P2, de coordenadas cartesianas (x1, y1) y (x2, y2) respectivamente, es:

{\displaystyle d_{E}(P_{1},P_{2})={\sqrt {(x_{2}-x_{1})^{2}+(y_{2}-y_{1})^{2}}}}

## Definición
En general, la distancia euclidiana entre los puntos {\displaystyle P=(p_{1},p_{2},\dots ,p_{n})\,} y {\displaystyle Q=(q_{1},q_{2},\dots ,q_{n})\,}, del espacio euclídeo n-dimensional, se define como:

{\displaystyle d_{E}(P,Q)={\sqrt {(p_{1}-q_{1})^{2}+(p_{2}-q_{2})^{2}+\cdots +(p_{n}-q_{n})^{2}}}={\sqrt {\sum _{i=1}^{n}(p_{i}-q_{i})^{2}}}.}

Nótese que esta definición depende de la existencia de coordenadas cartesianas sobre la variedad diferenciable {\displaystyle (\mathbb {R} ^{n},\cdot )}, aunque en un espacio euclídeo pueden definirse sistemas de coordenadas más generales, siempre es posible definir un conjunto global de coordenadas cartesianas (a diferencia de una superficie curva donde sólo existen localmente).

## Distancia euclidiana entre dos conjuntos
Dados dos conjuntos S y S' de {\displaystyle \mathbb {R} ^{n}} se define la distancia entre S y S' como el mínimo del conjunto formado por las distancias de un punto de S a un punto de S'. 

### Ejemplo de cálculo de distancia euclidiana
Se explica a continuación un método para calcular la distancia entre dos subvariedades lineales afines de {\displaystyle \mathbb {R} ^{n}}
Sea S=(1, 2, 3, 4, 5)+<(0, 1, 0, 0, 1), (1, 2, -1, 2, 0)> y sea S'=(0, 1, 3, 2, 5)+<(1, -1, 0, 0, 1)>
Tomaremos la matriz M cuyas filas son los directores de S y S' y por último la diferencia entre sendos puntos de S y S'.
| 0 | 1  | 0  | 0 | 1 |
| 1 | 2  | -1 | 2 | 0 |
| 1 | -1 | 0  | 0 | 1 |
| 1 | 1  | 0  | 2 | 0 |

  Se realiza la eliminación Gaussiana por filas en la matriz M·Mt
| 2 | 2  | 0  | 1 |
| 2 | 10 | -1 | 7 |
| 0 | -1 | 3  | 0 |
| 1 | 7  | 0  | 6 |

A Fila2 le restamos la Fila1
A Fila4 por 2 le restamos la Fila1
Recuerda que al final habrá que dividir entre 2
| 2 | 2  | 0  | 1  |
| 0 | 8  | -1 | 6  |
| 0 | -1 | 3  | 0  |
| 0 | 12 | 0  | 11 |

A Fila3 por 8 le sumamos la Fila2
A Fila4 por 2 le restamos la Fila2 por 3
Recuerda que al final habrá que dividir entre 2
| 2 | 2 | 0  | 1 |
| 0 | 8 | -1 | 6 |
| 0 | 0 | 23 | 6 |
| 0 | 0 | 3  | 4 |

 A Fila4 por 23 le restamos la Fila3 por 3
Recuerda que al final habrá que dividir entre 23
| 2 | 2 | 0  | 1  |
| 0 | 8 | -1 | 6  |
| 0 | 0 | 23 | 6  |
| 0 | 0 | 0  | 74 |

La distancia entre S y S' es la raíz cuadrada de 74 dividido entre (23·2·2):
d(S, S') = {\displaystyle {\sqrt {74 \over 23\cdot 2\cdot 2}}={\sqrt {37 \over 46}}}
En Google Play Store se puede ver la app "distancia entre subvariedades lineales afines" que aplica este método a cualquier par de subvariedades de {\displaystyle \mathbb {R} ^{n}}